# Epoca de Aur a Poloniei

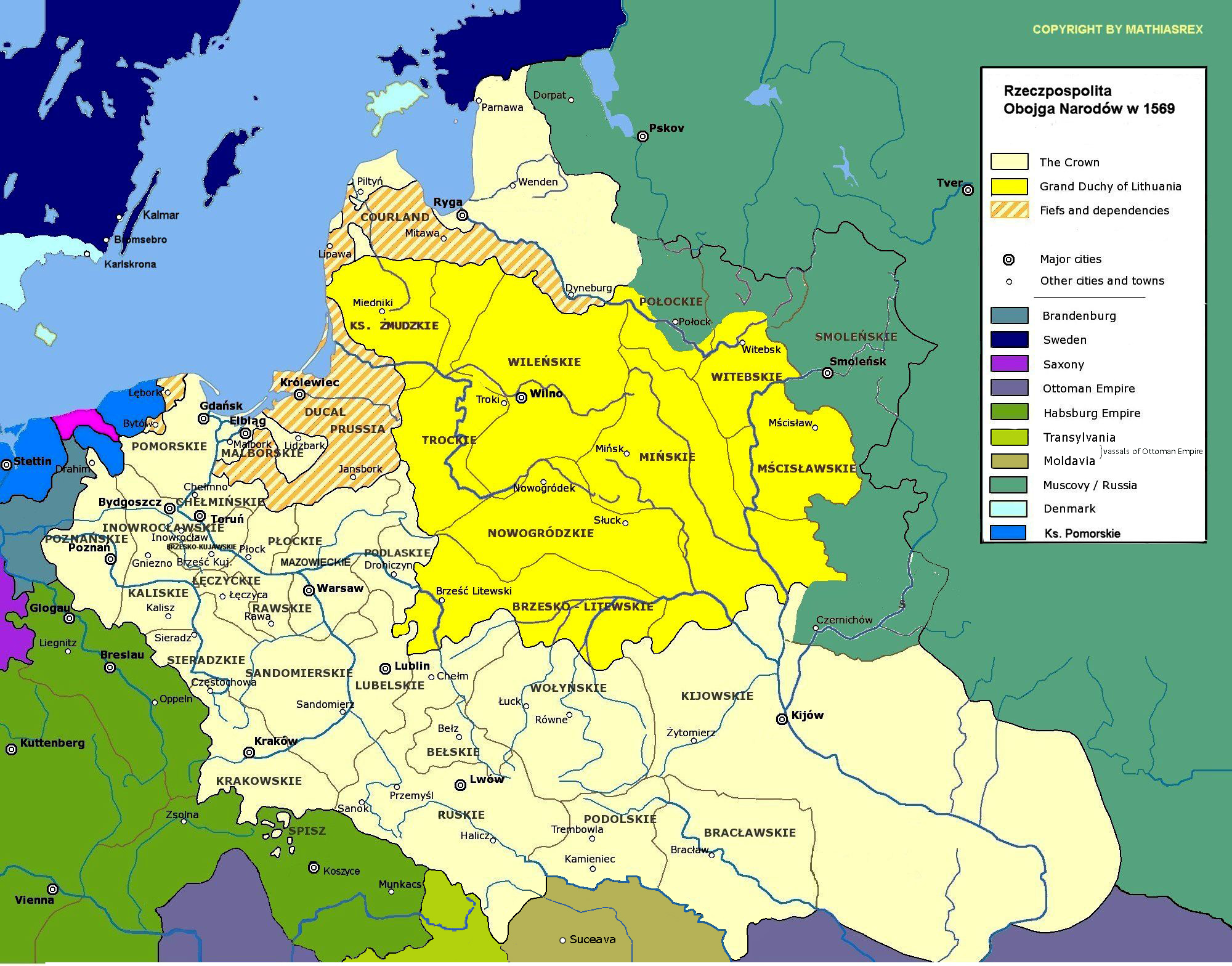
Harta Poloniei în perioada Epocii de aur

Epoca de Aur a Poloniei se referă la perioada din secolul al XV-lea Regatul Jagiellonilor, până la moartea ultimului  Jagiellon, Sigismund II August I în 1569. Unii istorici susțin că Epoca de Aur a durat până la mijlocul secolului al XVII-lea, când în 1648 Uniunea statală polono-lituaniană era devastată de Răscoala lui Hmelnițki și invazia suedeză. În Epoca de Aur, Uniunea statală devenea una dintre cele mai mari regate ale Europei, se întindea din Estonia zilelor noastre, până la Moldova și Silezia. armata sa era capabilă să învingă numeroase invazii turcești, suedeze, ruse, prusace, austriece și tătare. Tara prospera datorită enormelor sale exporturi de cereale, lemn și sare.
În secolul al 16-lea, teritoriul Uniunii statale era aproape de 1 milion de km pătrați și cu o populație de 11 milioane de persoane. 
Polonia-Lituania era o putere politică, militară și economică. Produsele sale erau exportate în Europa de Vest prin Marea Baltică porturile Gdansk, Elblag, Riga, Memel și Königsberg. 
Uniunea Statală polono-lituaniană avea mai multe orașe mari, cum ar fi Varșovia, Cracovia, Poznan, Lviv, Vilnius, Torun și Kijów , dezvoltarea sa economică făcând posibilă înflorirea culturii.
În timpul Epocii de Aur, mai mulți scriitori și gânditori de renume au trăit în Polonia: Andrzej Frycz Modrzewski, Piotr Skarga, Jan Kochanowski, Jan Dantyszek, Mikolaj Rej, Lukasz Gornicki și Stanczyk. 
Polonia-Lituania era o națiune tolerantă, unde Reforma protestantă era susținută de mai mulți membri ai șleahtei (nobilimea poloneză) (a se vedea Frația poloneză, Acordul Sandomierz, Confederația de la Varșovia (1573)). În afară de Universitatea Jagiellonă, Comunitatea avea Universitatea din Vilnius (fondată în 1579), precum și alte colegii, cum ar fi Academia Racovian și Academia Zamoyska.
Această perioadă a fost foarte prolifică în arhitectură, predominant în stil renascentist și manierist (a se vedea Renașterea în Polonia, arhitectura manieristă și sculptura în Polonia), cele mai reprezentative exemple fiind Capela lui Sigismund, Catedrala Wawel, biserici și primării în Poznan, Cracovia, Zamosc, Kazimierz Dolny, Lublin, Lvov, Gdansk și alte orașe, precum și castelele (Pieskowa Skala, Krzyztopor, Castelul Krasiczyn, Castelul Baranów Sandomierski și altele).
Epoca de Aur e perioada în care Uniunea statală era considerată ca fiind unul dintre cele mai puternice state europene. Ea avea un sistem unic de guvernare, cunoscut sub numele de Libertatea de Aur, în care toate nobilii (șleahtă), indiferent de statutul economic, erau considerați că au statut juridic egal și se bucurau de drepturi legale extinse și privilegii. Una dintre caracteristicile sale era Liberum veto, folosit pentru prima dată în 1653. Nobilimea, care consta atât din șleahtă cât și din magnați era aproximativ 8% din populație.
Situația țăranilor era diferită. La începutul secolului al XVI-lea era relativ bună, dar s-a deteriorat în decursul timpului. Sărăcia era larg răspândită, țăranii erau obligați să lucreze pentru nobilime (a se vedea iobăgia), care ducea la fuga lor în masă în păduri, dealuri și în Ucraina, unde se alăturau cazacilor.

## Legătura externă
- www.edulandia.pl